# William Glasser
William Glasser (11 de maio de 1925 - 23 de agosto de 2013) foi um psiquiatra americano.
Glasser desenvolveu as ideias de W. Edwards Deming no local de trabalho e defendeu a terapia da realidade e a teoria da escolha. Como inovações no aconselhamento individual nos ambientes de trabalho e na escola, destacam-se questões como: escolha pessoal, responsabilidade pessoal e a transformação pessoal.
Seu posicionamento como psiquiatra foi em oposição aos tratamentos convencionais, que se concentram em classificar as síndromes psiquiátricas como doenças e prescrevem medicamentos psicotrópicos para tratar os transtornos mentais.

## Vida e carreira
Glasser nasceu em 11 de maio de 1925, em Cleveland, Ohio, filho de Ben Glasser, um relojoeiro e reparador de relógios, e sua esposa Betty. Ele estudou na Case Western Reserve University em Cleveland, onde em 1945 se formou em engenharia química. Depois de uma curta carreira como engenheiro, Glasser voltou em 1946 para a Case Western para estudar psicologia. Porém, durante seu primeiro semestre, foi convocado para o Exército dos EUA e ficou à disposição em Dugway Proving Ground, em Utah. Em 1947, ele conseguiu retornar para a Case Western, e terminou o seu mestrado em psicologia clínica em 1949, e em 19953 seu doutorado em psiquiatria. Ele completou seu internato médico e residência psiquiátrica na UCLA e no Veterans Administration Hospital (VA), respectivamente, e tornou-se certificado pelo conselho de medicina em 1961.    
Depois de ser "expulso da equipe" no hospital VA devido às suas crenças anti-freudianas, Glasser assumiu o cargo de psiquiatra da Ventura School for Delinquent Girls, onde começou a ensinar as suas ideias que se tornaram a base para a terapia da realidade. Durante esse tempo, Glasser conheceu G. L. Harrington, um psiquiatra mais experiente que desacreditava abertamente do modelo freudiano de doença mental, a quem Glasser credita como sendo seu "mentor".
Glasser abriu uma clínica particular de psicoterapia em Los Angeles, que manteve até 1986.
Com base em sua ampla experiência clínica de consultoria, Glasser aplicou suas teorias a questões sociais mais amplas, como educação, administração e casamento. Como defensor público, Glasser alertou o público em geral sobre os prejuízos potenciais causados pelas gerações mais antigas da psiquiatria, associadas ao diagnóstico tradicional de pacientes com doenças mentais (distúrbios cerebrais) e à prescrição de medicamentos.
Em sua opinião, os pacientes simplesmente expressam sua infelicidade e falta de conexão pessoal significativa com pessoas que são importantes em sua vida. Glasser defendeu educar o público em geral sobre questões de saúde mental; oferecendo estruturas pós-modernas para encontrar e seguir uma direção terapêutica saudável.

## Realizações
Glasser é autor e co-autor de vários livros influentes sobre saúde mental, aconselhamento, melhoria escolar e ensino, e várias publicações que defendem uma abordagem de saúde pública ou ênfase na saúde mental versus o modelo "médico" prevalecente.
Glasser fundou o Institute for Reality Therapy em 1967, que foi rebatizado de Institute for Control Theory, Reality Therapy e Lead Management em 1994 e mais tarde William Glasser Institute em 1996, em Chatsworth, CA.  O Instituto localiza-se em Tempe, Arizona e possui filiais em todo o mundo.
Na década de 1970, Glasser chamou seu corpo de trabalho de Teoria do Controle. Em 1996, a estrutura teórica evoluiu para um corpo abrangente de trabalho renomeado "Teoria da Escolha",  principalmente por causa da confusão com a teoria de controle perceptual por William T. Powers, desenvolvida na década de 1950. Nesta teoria, Glasser defende a autonomia de aprendizado do estudante e apresenta argumentos que mostram que o processo de ensino-aprendizagem não deve se limitar à memorização. 
A partir deste estudo, entre outros desta mesma época, foi desenvolvida na área da educação a pirâmide de aprendizagem, também conhecida como "Pirâmide de William Glasser", onde o aprendizado do cérebro é esquematizado de acordo com a capacidade de retenção de um conteúdo. Dessa forma, quando um tema é estudado de forma ativa, por meio de debate e discussões, praticando ou ensinando o conteúdo estudado, esse conteúdo é retido de maneira mais efetiva pelas pessoas. No entanto, caso o aprendizado seja apenas de forma passiva, assistindo uma palestra, ouvindo uma história ou somente por meio de uma leitura, este mesmo conteúdo pode ser esquecido facilmente e possui baixa retenção pelo cérebro, afetando o aprendizado.

## Organizações de terapia da realidade
Nos Estados Unidos, o Glasser Institute foi originalmente organizado com grupos regionais na Nova Inglaterra, Sunbelt, Northwest, Midwest, Southeast e West Coast. Em julho de 2010, a William Glasser Association International (WGAI) foi estabelecida em Nashville, Kentucky, com um conselho administrativo interino encarregado de estabelecer a organização para coordenar as atividades e conferências mundiais, a primeira das quais foi em 2012, em Los Angeles. O conselho acabou sendo incorporado na Califórnia sob o novo nome de William Glasser International (WGI) e é o órgão guarda-chuva reconhecido por Glasser por representar suas ideais em todo o mundo. Os integrantes do Conselho do WGI são eleitos pelos seus membros.
Fora dos Estados Unidos, William Glasser International (WGI) tem organizações afiliadas ativas em muitos países, incluindo Canadá, Croácia, Eslovênia, Irlanda, Reino Unido, Finlândia, Malásia, Filipinas, Coreia do Sul, Japão, América Central e do Sul, África do Sul, Austrália e Nova Zelândia. Nem o WGI nem suas organizações afiliadas conferem títulos como "conselheiro" ou "terapeuta" em seus cursos de certificação regulares. Na Europa, entretanto, há dois cursos especiais oferecidos pelo Instituto Europeu de Terapia da Realidade, um levando ao título de Psicoterapeuta em Terapia da Realidade e o outro para obter o título de Conselheiro em Terapia da Realidade. Ambos podem levar ao Certificado Europeu em Psicoterapia (ECP).
O William Glasser Institute UK (formalmente Institute for Reality Therapy UK), com seu próprio executivo de administração, coordena os workshops e estágios do corpo docente no Reino Unido em nome da WGI International, levando até e incluindo a Certificação de Terapia de Realidade (CTRTC). O WGI UK se esforça para promover e desenvolver a teoria da escolha, terapia da realidade e gerenciamento de liderança no Reino Unido, oferecendo orientação e apoio aos seus membros formados por um corpo de indivíduos com ideias semelhantes, comprometidos com seu próprio avanço pessoal e profissional. O suporte é oferecido por uma equipe de supervisores de treinamento e estágio. Os membros do instituto subscrevem o "ethos" que a Teoria da Escolha, Terapia da Realidade e Gerenciamento de Leads orientam e apoiam seus relacionamentos tanto em uma base pessoal quanto profissional, e que a Terapia da Realidade deve ser ensinada com integridade e aderência aos conceitos fundamentais descritos por Glasser e outros que escrevem, ensinam e estão associados ao WG International.

## Morte
Glasser morreu em sua casa em Los Angeles em 23 de agosto de 2013, na companhia de sua esposa, Carleen, e outros.  O obituário de Glasser relatou a causa da morte como insuficiência respiratória decorrente de pneumonia.  O site do William Glasser Institute referiu-se à morte de Glasser como "um grande choque para todos", apesar de ele estar "com saúde debilitada há algum tempo". 

## Publicações
- Saúde mental ou doença mental? Psiquiatria para Ação Prática , 1962 ISBN 0-06-091092-5
- Reality Therapy, 1965 (reeditado em 1989) ISBN 0-06-090414-3
- O efeito do fracasso escolar na vida de uma criança, 1971
- The Identity Society, 1972 ISBN 0-601-15726-5
- Escolas sem fracasso, 1975 ISBN 0-06-090421-6
- Vício Positivo, 1976 ISBN 0-06-091249-9
- Estações da Mente, 1981 ISBN 0-06-011478-9
- Take Effective Control of Your Life, 1984 ISBN 0-06-015342-3
- Teoria de Controle, 1985 ISBN 0-06-091292-8
- Teoria do Controle na Sala de Aula, 1986 ISBN 0-06-095287-3
- Teoria de controle na prática da terapia da realidade: estudos de caso, 1989 ISBN 0-06-055174-7
- The Quality School, 1990 ISBN 0-06-095286-5
- The Quality School Teacher, 1992 ISBN 0-06-095285-7
- Reclaiming Literature, 1994 ISBN 0-275-94959-1
- The Control Theory Manager, 1995 ISBN 0-88730-719-1
- Staying Together, 1996 ISBN 0-06-092699-6
- Teoria da Escolha, 1997 ISBN 0-06-093014-4
- Teoria da Escolha na Sala de Aula revisada, 1998
- Escolha: The Flip Side of Control, 1998
- The Quality School Teacher: A Companion Volume to The Quality School, 1998
- Teoria de La Eleccion, 1999
- Reality Therapy in Action, 2000 (relançado em 2001 como Aconselhamento com a Teoria da Escolha )
- Aconselhamento com a Teoria da Escolha, 2001 ISBN 0-06-095366-7
- Fibromialgia: Esperança de uma perspectiva completamente nova, 2001 ISBN 0-9678444-2-8
- Adolescentes infelizes: uma maneira de pais e professores alcançá-los, 2002 ISBN 0-06-000798-2
- Para pais e adolescentes: dissolvendo a barreira entre você e seu filho adolescente, 2003 ISBN 0-06-000799-0
- Aviso: a psiquiatria pode ser perigosa para sua saúde mental, 2004 ISBN 0-06-053866-X
- Take Charge of Your Life: How to get What You Need with Choice Theory Psychology, 2013 ISBN 978-1938908-32-3

### Com a coautora Carleen Glasser
- The Language of Choice Theory, 1999 ISBN 0-06-095323-3
- O que é esta coisa chamada amor?, 2000 ISBN 0-9678444-0-1
- Getting Together and Staying Together, 2000 ISBN 0-06-095633-X
- Oito lições para um casamento mais feliz, 2007 ISBN 978-0-06-133692-8

### Com o coautor Adrian Gorman
- Therapeutic Crisis Intervention, 1998, Adrian Gorman

## Biografia
- William Glasser: Campeão da Escolha, 2014 ISBN 978-1934442470

### Capítulos de livros editados por outras pessoas
- Capítulo 4: Terapia da realidade: uma explicação das etapas da terapia da realidade, em O que você está fazendo?, 1980, editado por Naomi Glasser ISBN 0-06-011646-3
- Vários capítulos (não numerados), em The Reality Therapy Reader 1976, editado por Thomas Bratter e Richard Rachin ISBN 0-06-010238-1
  - p38 "Jovens em rebelião: por quê?"
  - p50 "Uma conversa com William Glasser"
  - p58 "A Sociedade de Identidade Civilizada"
  - p68 "Como Enfrentar o Fracasso e Encontrar o Sucesso"
  - p92 "Notas sobre a terapia da realidade"
  - p345 "Psicologia Prática Os GPs podem usar"
  - p359 "Um Novo Olhar para a Disciplina"
  - p382 "Funções, Metas e Fracasso"
  - p465 "O que as crianças precisam"
  - p490 "O Papel do Líder no Aconselhamento" (em co-autoria com Norman Iverson)
  - p498 "Disciplina como uma função de reuniões de grandes grupos" (em coautoria com Norman Iverson)
  - p510 "Uma abordagem realista para o jovem infrator"